# Duško Ivanović
Duško Ivanović (in serbo Душко Ивановић?; Bijelo Polje, 1º settembre 1957) è un ex cestista e allenatore di pallacanestro montenegrino e precedentemente jugoslavo, fino alla definitiva conclusione dell'esperienza federativa della Jugoslavia avvenuta nel 2003, nonché serbo-montenegrino, fino alla scissione della Serbia e Montenegro in due stati indipendenti occorsa nel 2006.
Dal 2024 siede sulla panchina della Virtus Bologna, in sostituzione di Luca Banchi.

## Carriera
Da giocatore giocò nella Jugoplastika Spalato, con cui vinse due Coppe dei Campioni alla fine degli anni Ottanta.
Dopo il ritiro, iniziò la carriera di allenatore in Svizzera, all'Olympic Fribourg e con la nazionale rossocrociata. Dopo una stagione nel CSP Limoges, passò al Tau Vitoria collezionando una Liga ACB, due Copa del Rey e una finale di Eurolega. Dopo cinque stagioni nel club basco venne contrattato dal FC Barcelona nell'estate del 2005. La sua avventura in terra catalana culminò con l'esonero il 14 di febbraio del 2008, dopo l'eliminazione della sua squadra dai quarti di finale della Copa del Rey a opera della debuttante Iurbentia Bilbao. Dalla stagione 2008 ritornò a ricoprire il ruolo di allenatore del Caja Laboral Baskonia, ruolo mantenuto fino all'esonero avvenuto nel novembre 2012.
Dal 22 gennaio 2014 al 2016 ha allenato la Bosnia ed Erzegovina.
Il 5 dicembre 2024 viene annunciato come nuovo allenatore della Virtus Bologna, dove prende il posto del dimissionario Luca Banchi. Dopo aver perso i quarti di Coppa Italia ed essere uscito dalla regular season di Eurolega, vince il campionato battendo ai playoff in gara 3 Brescia per (74-96). 4

## Palmarès

### Giocatore
- YUBA liga: 3

Spalato: 1987-88, 1988-89, 1989-90
- Coppa di Jugoslavia: 1

Spalato: 1990
- Coppa dei Campioni: 2

Spalato: 1988-89, 1989-90

### Allenatore

#### Squadra
- Campionati svizzeri: 3

Fribourg: 1996-97, 1997-98, 1998-99
- Coppa di Svizzera: 2

Fribourg: 1996-97, 1997-98
- Campionato francese: 1

CSP Limoges: 1999-2000
- Coppa di Francia: 1

CSP Limoges: 2000
- Campionato spagnolo: 3

Saski Baskonia: 2001-02, 2009-10, 2019-20
- Supercoppa spagnola: 1

Saski Baskonia: 2008
- Copa del Rey: 4

Saski Baskonia: 2002, 2004, 2009
Barcellona: 2007
- Coppa di Grecia: 1

Panathinaikos:	2014-15
- Coppa Korać: 1

CSP Limoges: 1999-2000
- Coppa di Serbia: 1

Stella Rossa: 2023
- Campionato italiano: 1

Virtus Bologna: 2024-25

#### Individuale
- Miglior allenatore della LNB Pro A: 1

CSP Limoges: 1999-2000
- Miglior allenatore della Liga ACB: 1

Saski Baskonia: 2008-2009